# Muharbi Kirjinov
Muharbi Kirjinov (n. 1 ianuarie 1949, Koshekhabl⁠(d), RSFS Rusă, URSS) este un halterofil ce a reprezentat Uniunea Republicilor Sovietice Socialiste, medaliat olimpic. A participat la o ediție a Jocurilor Olimpice (1972) în care a câștigat o medalie de aur.

## Participări
Lista de mai jos prezintă principalele competiții la care a participat Muharbi Kirjinov de-a lungul carierei.
- weightlifting at the 1972 Summer Olympics – men's 67.5 kg[*]